# NGC 3413
NGC 3413 este o infrared source⁠(d) situată în constelația Leul Mic. A fost descoperită în 7 decembrie 1785 de către William Herschel. Se află la o distanță de 15,78 megaparseci de Pământ.